# Wilhelm von Dönniges

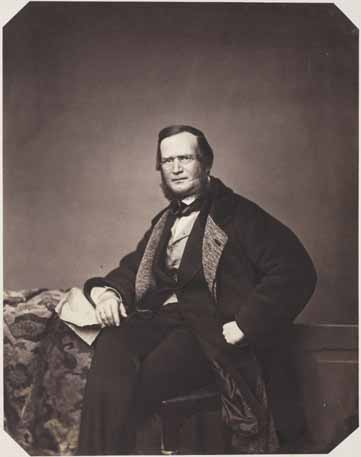
Wilhelm von Dönniges

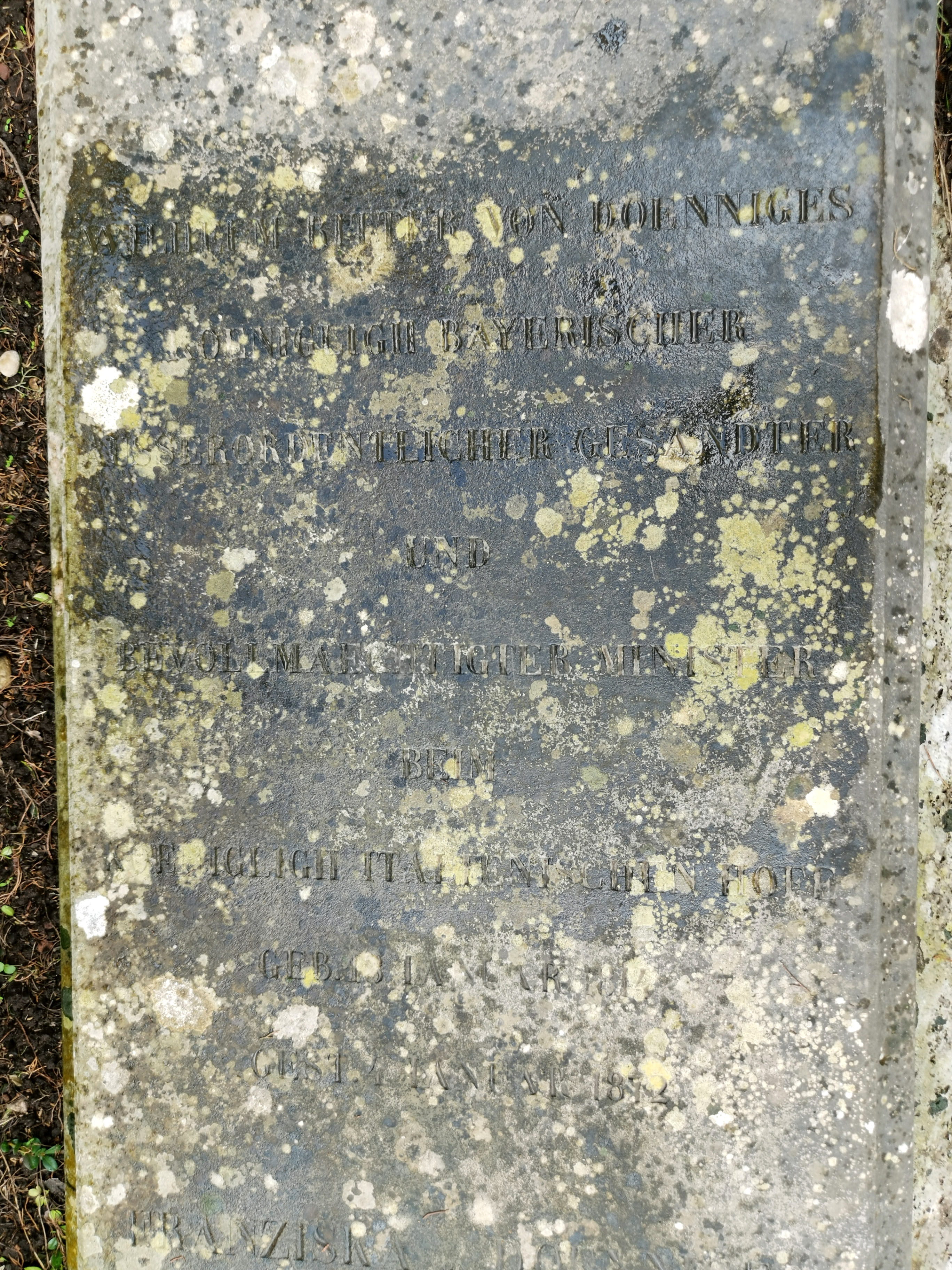
Grab auf dem Nichtkatholischen (Protestantischen) Friedhof Rom

Franz Alexander Friedrich Wilhelm (von) Dönniges (* 13. Januar 1814 in Kolbatz, Kreis Greifenhagen, Pommern; † 4. Januar 1872 in Rom) war ein deutscher Historiker und Diplomat in Diensten des Königreichs Bayern. Bekannt wurde er durch das Duell um seine Tochter Helene von Dönniges.

## Leben
Seine Eltern waren der preußische Geheime Regierungsrat Heinrich Ferdinand Dönniges (1780–1856) und dessen Ehefrau Friederike Charlotte Calsow aus Pommern.
Dönniges studierte zunächst an der Rheinischen Friedrich-Wilhelms-Universität Staatswissenschaften und Geschichte. 1832 wurde er Mitglied des Corps Rhenania Bonn. Als Inaktiver wechselte er an die Friedrich-Wilhelms-Universität zu Berlin. Mit einer Doktorarbeit bei Leopold von Ranke wurde er 1835 zum Dr. phil. promoviert. Er setzte seine historischen Studien als Mitarbeiter Rankes anschließend noch 1838/39 in Italien fort, wo er in Turin die Bücher Kaiser Heinrichs VII. entdeckte und 1839 in Berlin publizierte. Er habilitierte sich im selben Jahr in Berlin und nahm als Privatdozent seine vorwiegend staatsrechtliche Vorlesungstätigkeit auf. 1841 erfolgte seine Berufung als außerordentlicher Professor für Staatswissenschaften in Berlin.
1847 wurde er Bibliothekar des bayerischen Kronprinzen Maximilian II. Joseph, den er durch Vermittlung Rankes schon seit Mitte der 1840er Jahre kannte und staatsrechtlich angeleitet hatte. Als dieser im Folgejahr aufgrund der Abdankung König wurde, entschied sich Dönniges für eine weitere Laufbahn in bayerischen Diensten. Er wurde 1850 Geheimer Legationsrat und war von 1852 bis zu seinem Ausscheiden 1856 einflussreicher Ministerialrat des Königs. 1852 unternahm er eine Reise nach Athen, Konstantinopel und Jerusalem; ob er dabei auch diplomatische Aufgaben wahrnahm, ist nicht geklärt. Im Jahre 1853 erhielt er den  Bayerischen Maximiliansorden für Wissenschaft und Kunst. Ende 1856 trat er in den bayerischen diplomatischen Dienst ein und wurde zunächst Attaché, ab 1859 Chargé d’affaires in Turin beim Hofe des späteren italienischen Königs Viktor Emanuel II. Die Zeit von 1859 bis 1862 verbrachte er aufgrund der Entwicklung in Italien ohne besondere Aufgabenzuweisung in Nizza. Ab 1862 wurde er Geschäftsträger Bayerns in der Schweiz mit Sitz in Genf, ab 1864 in Bern, von wo aus er nach dem Tode des Königs zunächst bis 1867 in München zur Disposition gestellt wurde. Im Jahr 1867 erfolgte eine erneute Verwendung unter König Ludwig II. als außerordentlicher Gesandter und bevollmächtigter Minister in Bern, 1869 in außerordentlicher Mission in Madrid und ab 1870 als Gesandter in Florenz, von wo aus die dortige bayerische Gesandtschaft 1871 mit dem italienischen König ihren Sitz in die neue Hauptstadt Rom verlegte.

## Duell Lassalle versus Racowitza
Das Pistolenduell zwischen dem deutschen Sozialistenführer Ferdinand Lassalle und dem aus der Walachei stammenden rumänischen Fürsten Janko von Racowitza (Iancu Racoviţă) vom 28. August 1864 im Wäldchen Carouge bei Genf beruhte auf einer überbrachten Forderung Lassalles an Dönniges, weil dieser die von Lassalle gewünschte Heirat mit seiner Tochter Helene von Dönniges nicht zulassen wollte. Der rumänische Fürst und Verehrer Helenes sprang für den älteren Vater ein und übernahm die Forderung, obwohl er vorher noch nie eine Pistole in der Hand gehabt hatte. Lassalle starb drei Tage später an der erlittenen Schussverletzung. Als Kartellträger verhandelten für von Dönniges sein Neffe, der Historiker Wilhelm Arndt und sein Schwiegersohn Eugen von Keyserling. George Meredith verarbeitete das Duell literarisch in The Tragic Comedians.

## Familie
Er heiratete 1842 in Berlin  Franziska Wolf (1823–1882), Tochter des Kaufmanns Joseph Wolff aus Spandau. Das Paar hatte zwei Söhne und fünf Töchter, darunter:
- Helene (* 21. März 1843; † 1. Oktober 1911), Schriftstellerin

⚭ Janco Gregor von Racowitza († 1865)
⚭ 3. Januar 1868 (Scheidung 1873) Siegwart Friedmann (1842–1916)
⚭ Sergej von Schewitsch († 27. September 1911)
- Margarethe (* 22. Februar 1846, † 13. Juli 1930), Schriftstellerin ⚭ Graf Eugen von Keyserling (1832–1889)
- Emma ⚭ Karl von Rumpler (1842–1898), Vorstand des Geheimen Staats- und Hausarchivs in München

## Werke
- Commentatio de Geographia Heroditi cum tabula orbis terrarum ex ipsius opinione. Diss., Berlin 1835 (Digitalisat).
- Acta Henrici VII. 2 Bände, Berlin 1839 (Band 1 und Band 2 digitalisiert bei der Bayerischen Staatsbibliothek, München).
- Jahrbücher des Deutschen Reichs unter der Herrschaft König und Kaiser Ottos I. von 951 bis 973, Berlin 1839 (Digitalisat).
- Kritik der Quellen für die Geschichte Heinrich des VII des Luxmburgers, Berlin 1841 (Digitalisat).
- Das deutsche Staatsrecht und die deutsche Rechtsverfassung. Band 1: Historische Entwicklung seit Karls des Großen Kaiserkrönund bis auf das zwölfte Jahrhundert, Berlin 1842 (Digitalisat).
- Das System des freien Handels und der Schutzzölle. Mit vorzüglicher Rücksicht auf den deutschen Zollverein erläutert, Berlin 1847.
- Die deutsche Schiffahrtsakte und die Differenzial-Zollfrage erläutert mit Hülfe offizieller Quellen, Berlin 1848 (Digitalisat)
- Altschottische und Altenglische Volksballaden. Nebst einem Nachw. über den alten Minstrelgesang, München 1852.